# 商圣街道
商圣街道，是中华人民共和国河南省南阳市淅川县下辖的一个乡镇级行政单位。

## 行政区划
商圣街道下辖以下地区：
狮子路社区、冬青社区、顺风社区和幸福社区。